# Jatimulya (Pedes)
Jatimulya is een bestuurslaag in het regentschap Karawang van de provincie West-Java, Indonesië. Jatimulya telt 8260 inwoners (volkstelling 2010).